# Lourdes Castro
Maria de Lourdes Bettencourt de Castro (Funchal, 9 de diciembre de 1930-ibidem, 8 de enero de 2022) fue una artista portuguesa. Después de especializarse en arte abstracto, en la década de 1960 creó collages y serigrafías, buscando capturar la realidad efímera. A partir de la década de 1970, junto con su socio Manuel Zimbro, desarrolló sombras chinescas para su Teatro de Sombras, ganando elogios en Europa y Brasil. En 1998, junto con Francisco Tropa, creó una instalación para la participación de Portugal en la Bienal de São Paulo.

## Biografía
Nació el 9 de diciembre de 1930 en Funchal, Madeira. Se graduó en 1956 en la Escuela de Bellas Artes de Lisboa. Su primera exposición individual fue en 1955 en el Clube Funchalense, donde presentó sus primeras obras con influencia del fovismo. Se casó con su compañero de estudios René Bertholo (1935-2005), y en 1957 presentó con él una exposición en la Galeria Diário de Notícias de Lisboa.
Luego pasaron un tiempo juntos en Múnich antes de mudarse a París en 1958, gracias a una beca que Castro recibió por parte de la Fundación Calouste Gulbenkian. Allí, la pareja publicó la revista de arte experimental KWY (1958-1963), creando un movimiento que incluía al búlgaro Christo Vladimirov Javacheff, el alemán Jan Voss y artistas portugueses como António Costa Pinheiro, José Escada, João Vieira y Gonçalo Duarte. Juntos se especializaron en serigrafía.
Inspirado por Árpád Szenes, Castro se concentró en la pintura abstracta, pero en 1961 siguió el nuevo realismo, creando collages que consistían en objetos reales como letras de imprenta o tapas de botellas en cajas pintadas de plata. En 1962, comenzó a trabajar con sombras y siluetas, frecuentemente en retratos de sus amigos. En 1964, amplió este enfoque para incluir capas de acrílicos serigrafiados o transparentes.

## Reconocimientos
En 2004, Castro ganó el Gran Premio de Arte EDP y el Premio Celpa/Vieira da Silva - Consagración de las Artes Plásticas. En 2010 recibió, junto a Francisco Castro Rodrigues, con los premios de la Sección Portuguesa de la Asociación Internacional de Críticos de Arte. En 2015, fue galardonada con el Premio Árvore da Vida - Padre Manuel Antunes en la Capela do Rato de Lisboa, otorgado por la iglesia católica en reconocimiento a su trayectoria de humanismo y experiencia cristiana.
En 2020 fue reconocida con la Medalla de Mérito Cultural por su contribución a la internacionalización del arte portugués. En 2021, fue nombrada Comendadora de la Orden Militar de Santiago de la Espada.